# Chrysopa behni
Chrysopa behni är en insektsart som beskrevs av Beuthin 1875. Chrysopa behni ingår i släktet Chrysopa och familjen guldögonsländor. Inga underarter finns listade i Catalogue of Life.